# نيلتون كويلو دا كوستا
نيلتون كويلو دا كوستا (بالبرتغالية: Nílton Coelho da Costa‏) هو لاعب كرة قدم برازيلي، ولد في 16 يوليو 1928 في ريسيفي في البرازيل، وتوفي في 22 سبتمبر 2007 في بورتو أليغري في البرازيل. شارك مع منتخب البرازيل لكرة القدم. أما مع النوادي، فقد لعب مع نادي إنترناسيونال ونادي فلامنغو.

## وصلات خارجية
- نيلتون كويلو دا كوستا على موقع قاعدة بيانات كرة القدم.إي يو (الإنجليزية)